# DKISS
DKISS és un canal de televisió en obert espanyol, propietat del Grup KISS Media, amb una programació de tipus generalista per a un públic jove-adult. El canal va ser llançat el 28 d'abril de 2016 i va començar les seves emissions oficials al maig del mateix any. El 15 de març de 2016, Discovery Communications (ara Warner Bros. Discovery) va arribar a un acord amb el Grup KISS Media per a emetre contingut exclusiu, incloent la seva marca en la denominació del canal a través de la D de DKISS.

## Història
Després que el Consell de Ministres d'Espanya atorgués a Radio Blanca una de les tres llicències de TDT en definició estàndard, les quals es van adjudicar el 16 d'octubre de 2015 a banda de les altres tres llicències en alta definició, el grup audiovisual va anunciar que llançaria un canal generalista (sense informatius) i de producció pròpia destinat a un públic d'entre 20 i 40 anys. Per a això, el grup audiovisual va confiar en Javier Pons, exdirector de Televisió Espanyola, per a posar en marxa i dirigir el canal.
Més tard, es va anunciar que el canal operaria sota la marca Quiero TV. No obstant això, poc després, el Grup KISS Media va rectificar i va confirmar que el canal utilitzaria la marca 9Kiss TV per al canal nacional, fet que també suposaría un canvi en la denominació del canal local Kiss TV, que passaria a ser Hit TV. Així, 9Kiss TV, que arribaria el 28 d'abril de 2016, apurant el límit legal d'inici d'emissió, estaria destinat, principalment, al públic femení jove-adult.
A pesar de tot, el Grup KISS Media va aconseguir un acord de cessió de continguts per part de Discovery Communications, i es va confirmar que el canal finalment es denominaria DKISS.

## Imatge corporativa

Logo de DKISS (2016-2019).
Logo actual de DKISS (2019-present).